# Casa Montull (Lleida)
La Casa Montull és una obra noucentista de Lleida protegida com a Bé Cultural d'Interès Local.

## Descripció
Edifici cantoner a tres carrers, de planta baixa i quatre pisos, resolta amb rotondes cilíndriques. Hi ha elements de gran puresa clàssica com les columnes corínties i frontons. Templet no acabat. Parets de càrrega i forjats. Aplacats de pedra, fàbrica de maó i formigó armat.

## Història
Han desaparegut els remats de les rotondes.